# Paczek József
Paczek József (Körösladány, 1811 körül – 1867 után) orvosdoktor, Szatmárnémeti város főorvosa. Lakott Erdődön, a szatmári orvosegyesület tagja volt. Nevét Paceknek és Patzeknek is írták. 
Költeményei jelentek meg a Koszorúban (1830-1833, 1838: A tudósok c.  vígjáték két felvonásban); cikkei az Orvosi Tárban (1839: Szatmári orvosegyesület, 1840: Általános eszmék az orvostudomány jelen állapotáról, 1848: Orvosi erők összpontosítása).

## Munkái
1. Természettudományi könyvtár. Pest, 1835
2. Dissertatio inauguralis medica sistens vaccinam, quam ... pro dris med. laurea jure obtinenda ... publici juris facit. Budae, 1835